# Orgoiești, Vaslui
Orgoiești este un sat în comuna Bogdănești din județul Vaslui, Moldova, România. Are vecini la sud, satul Vișinari, la est satul Buda (Bogdănești), la vest satul Schitu iar la nord satul Căpușneni.

## Personalități
- Vasile Rășcanu (1885-1980), medic, fiziolog, profesor la Facultatea de Medicină din Iași, membru titular al Academiei Române.

 Acest articol despre o localitate din județul Vaslui este deocamdată un ciot. Puteți ajuta Wikipedia prin completarea lui.